# (5407) 1992 AX
1992 أي أكس (ويعرف أيضًا باسم (5407) 1992 أي أكس وفق تسمية الكوكب الصغير) (بالإنجليزية: 1992 AX)‏ هو كويكب ضمن حزام الكويكبات؛ وترتيبه 5407 من حيث الاكتشاف.
اكتُشف هذا الجُرم الفلكي بواسطة هيروشي كانيدا في 4 يناير 1992.

## وصلات خارجية
- (5407) 1992 AX في قاعدة بيانات مختبر الدفع النفاث لأجرام النظام الشمسي الصغيرة

- الاكتشاف · مخطط المدار ·  العناصر المدارية · المعلمات المادية

- (5407) 1992 AX على موقع ويكي سكاي: DSS2, SDSS, GALEX, IRAS, Hydrogen α, X-Ray, Astrophoto, Sky Map, Articles and images